# Secret World Tour
Die Secret World Tour war eine Konzerttournee des britischen Musikers und Komponisten Peter Gabriel in den Jahren 1993–94, mit der er sein 1992 erschienenes Album Us promoten wollte.

## Hintergrund
Die Bühnenshow wurde von dem Frankokanadier Robert Lepage entworfen und brachte die Themen Spannung und Vereinigung zwischen männlichen und weiblichen Kräften zum Ausdruck, die durch zwei mit einem Fahrsteig verbundene Bühnen dargestellt wurden. Drei Tourabschnitte mit aufwändiger Inszenierung wurden durch zwei Abschnitte mit viel einfacher gestalteten WOMAD-Festival-Terminen unterbrochen. Gabriel sang dort viele der gleichen Lieder und betrachtete alle seine großen Auftritte in diesen beiden Jahren als Teil derselben Tournee. Secret World war Gabriels erster großer Soloauftritt seit seiner This Way Up Tour 1986/87 zur Unterstützung des Albums So. Danach wartete er fast ein Jahrzehnt, bevor er 2002 die nächste Tournee mit dem Namen Growing Up durchführte.
Musikalisch verwendete Gabriel für die Setlist von Secret World sowohl seine damals neuesten Songs als auch einige frühere Kompositionen, wobei er vor allem Lieder aus dem Album Us, aber auch aus So und anderen Werken verwendete. Bei einer Handvoll Songs war weiblicher Gesang gefragt, insbesondere bei Blood of Eden mit seinem Thema der sexuellen Vereinigung. Für diese Rollen begann Gabriel die Tournee mit der britischen Musikerin Joy Askew als zweite Keyboarderin und Partnerin im Gesangsduett, dann holte er die irische Singer-Songwriterin Sinéad O’Connor als Gastsängerin zu der Tournee. Askews Keyboardparts wurden dabei von Jean-Claude Naimro von der Band Kassav’ abgedeckt. Als O’Connor im Oktober 1993 plötzlich ausfiel, wurde die amerikanische Singer-Songwriterin Paula Cole als Ersatz engagiert, die für ihre Leistung hoch gelobt wurde.
Der Kern von Gabriels Tourneeband bestand aus den langjährigen Mitarbeitern Tony Levin am Bass, David Rhodes an der Gitarre, Manu Katché am Schlagzeug und L. Shankar an der Violine. Es war das erste Mal, dass Gabriel auf Tournee In-Ear-Monitore verwendete.

## Veröffentlichung
Einige Tage nach Coles Einstieg in die Tournee wurde die Show im Palasport Nuovo (heute: PalaPanini) in Modena, Emilia-Romagna, Italien, gefilmt und aufgezeichnet, um das Konzertvideo Secret World Live zu produzieren. Das Video wurde bei den 38th Annual Grammy Awards in der Kategorie Best Music Video, Long Form ausgezeichnet. Ein dazugehöriges Livealbum mit dem gleichen Namen – Secret World Live – wurde veröffentlicht und erreichte Platz 10 der britischen Charts, wurde in Italien mit 2× Platin und in den USA mit Gold ausgezeichnet.

## Inszenierung

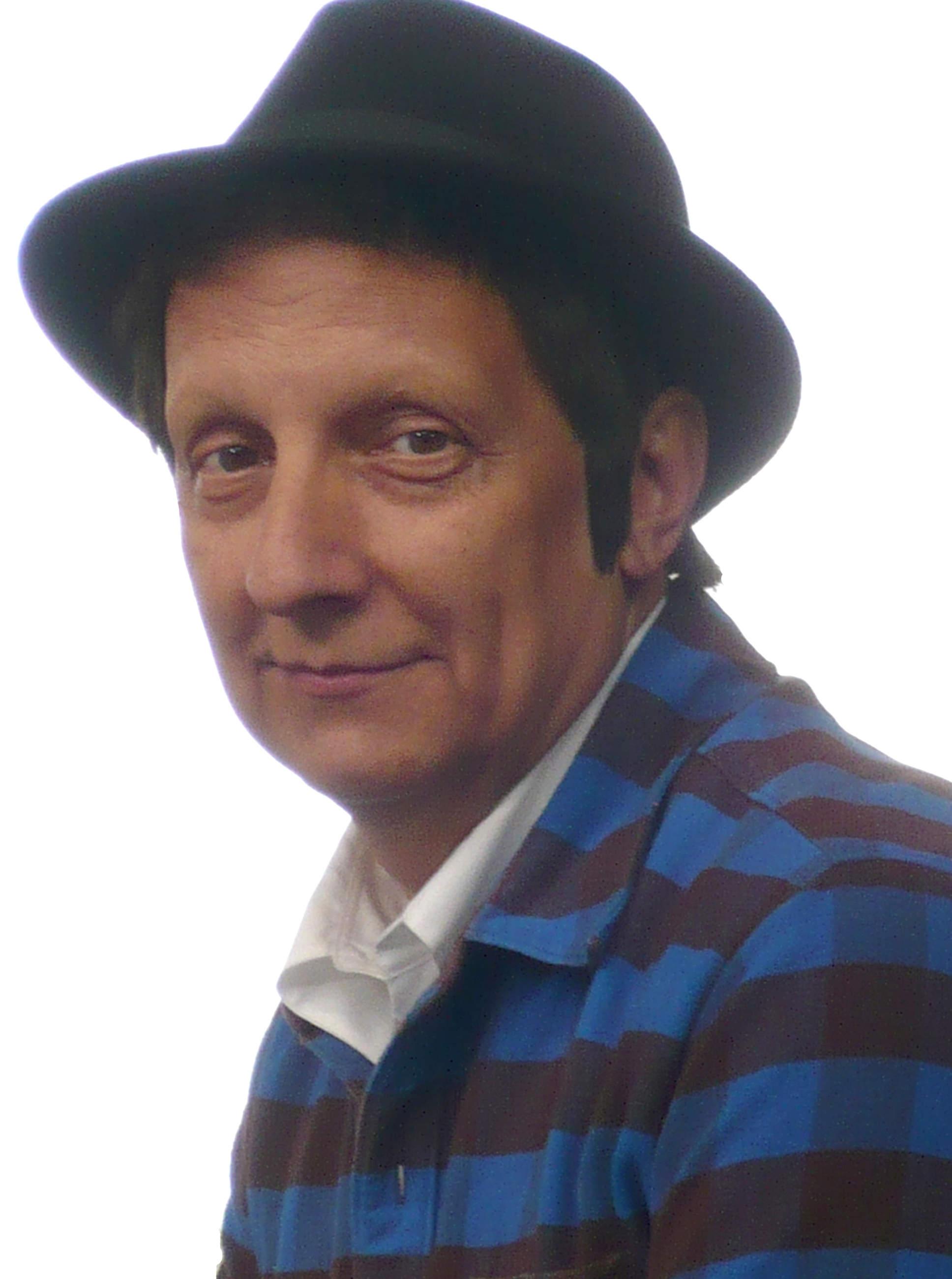
Robert Lepage arbeitete mit Peter Gabriel an der Gestaltung des Bühnenbilds

Gabriels sechstes Studioalbum Us wurde Ende September 1992 veröffentlicht und erhielt im Vereinigten Königreich sehr schnell Goldstatus. Als Reaktion auf diesen Erfolg plant Gabriel eine Konzerttournee. Im November sprach er mit dem in Québec ansässigen Regisseur Robert Lepage über die Gestaltung einer Show, die auf dem umfassenden Einsatz von Videoprojektionsflächen und mehreren, durch Eisenbahnschienen verbundenen Bühnen basieren sollte. Die irische Band U2 hatte jedoch bereits auf ihrer Zoo TV Tour massive Videoelemente eingesetzt, und Gabriel wollte ihren Stil nicht kopieren. Die Idee mit der Eisenbahn erwies sich als unpraktisch, und so trafen sich Gabriel und Lepage mit Mitarbeitern des deutschen Designbüros Atelier Markgraph mit Sitz in Frankfurt am Main zu einem Brainstorming, um ein Tournee-Konzept zu entwickeln. Einer der Gründer von Atelier Markgraph Rolf M. Engel entwarf das Bühnenbild und führte Regie bei der Produktion der Show.
Anfang des nächsten Jahres traf sich der britische Regisseur Dave „T“ Taraskevics mit Gabriel und Lepage, den Bühnenbildnern und dem Team von Atelier Markgraph. Es entstand ein Konzept mit zwei Bühnen: eine quadratische Bühne, die die männliche Energie repräsentiert, und eine runde Bühne, die die weibliche Energie darstellt. Zwischen den beiden Bühnen sollte eine Brücke oder ein Laufsteg verlaufen, der mit einem Förderband ausgestattet ist, um einen Rollsteig zu bilden. Die quadratische Bühne würde sich an der üblichen Stelle an einem Ende des Konzertsaals befinden, während die runde Bühne in den Hauptsitzbereich hineinreichen würde. Der dazwischen liegende Laufsteg sollte etwa 24 m lang sein. Ein lebender Baum in der Mitte der runden Bühne stand für die Frau, während eine rote britische Telefonzelle auf der quadratischen Bühne für den Mann stand. Die britische Firma Brilliant Stages wurde mit dem Bau der Bühnentechnik beauftragt. Es wurde nur ein komplettes Bühnenbild erstellt, da die Produktionscrew nicht in der Lage war, ein zweites System vorzuschalten, um den zermürbenden Zeitplan für den Auf- und Abbau zu erleichtern.
Brilliant Stages, eine Abteilung der Samuelson Group, baute die beiden Bühnen, die durch einen Fahrsteig miteinander verbunden waren. Gabriel wusste das Ergebnis zu schätzen. Er sagte: „Zwei Orte zu haben, an die man gehen kann, das Gefühl, auf zwei Bühnen zu spielen, war ganz anders als bei einer gewöhnlichen Show, bei der alle in dieselbe Richtung zeigen und die Energie in dieselbe Richtung geht.“ Lepage bestand darauf, dass die Band lernte, gemeinsam zu tanzen und sogar gemeinsam zu hüpfen.
Britannia Row Productions lieferte das Beschallungssystem, das aus 70 Turbosound Flashlight-Mittelhochtonlautsprechern, 78 Flashlight-Tiefsttongehäusen, 34 Nahfeldlautsprechern von Funktion One und Turbosound TMS3-Delay-Lautsprechern nach Bedarf bestand. Gabriels Front-of-House-Mixer Peter Walsh sagte, dass das Hauptlautsprechersystem im Wesentlichen sechs Lautsprecherzonen in monauralem (Mono-) Sound statt in Stereo betrieben wurde, wobei gelegentliche musikalische Elemente eine Richtungsbetonung erhielten. Auf der quadratischen Bühne befanden sich die Hauptlautsprecher, wobei die mittelhohen Boxen über Kopf geflogen wurden und die Tieftonboxen auf dem Boden gestapelt waren, während ein kleineres, aber ähnliches Layout den größten Teil der runden Bühne umgab. Walsh mischte die meisten Mikrofone an einem Yamaha PM4000, unterstützt vom Leiter der Audio-Crew, Huw Richards, der die Schlagzeugmikrofone an einem Yamaha PM3000 abmischte. Ein drittes Mischpult von Sonosax diente dazu, vorab aufgenommene Spuren zuzuspielen. Zu den externen Geräten gehörten Lexicon PCM70 Reverbs, grafische Equalizer von TC Electronic und BSS Varicurves – all diese digitalen Geräte wurden von einem Apple PowerBook gesteuert, das MIDI-Szenenwechsel sendete.
Das Bühnenmonitorsystem der Band basierte größtenteils auf drahtlosen Hochfrequenz-In-Ear-Monitoren (IEM), zusammen mit einigen traditionellen Foldback-Lautsprechern für Effekte und als Backup, falls die IEMs ausfielen. Gabriel zögerte, seinen Monitorstil zu ändern und IEMs zu akzeptieren, aber als er sie testete, war er völlig überzeugt. Der unabhängige Tontechniker Bryan Olson von der New Yorker Firma Firehouse Productions stellte einen Teil des Equipments zur Verfügung und mischte die Monitore der Band ab.
Die komplexe Produktion litt unter zu wenigen technischen Proben vor der Premiere; das Magazin Sound on Sound schrieb, dass „die ersten paar Wochen der The Secret World Tour eine nicht ganz so geheime Probesitzung waren“ Robert Lepage und Peter Gabriel arbeiteten bei zwei weiteren Tourneen wieder zusammen, der Growing Up Tour (2002–2004) und der i/o Tour (2023).

## Zusammenfassung
Das Konzert begann in Dunkelheit und dem Klang des vorab aufgenommenen Instrumentalstücks Zaar aus Gabriels Soundtrack-Album Passion von 1989. Bei einigen Konzerten folgte ein Duduk-Solo, gespielt von Gastmusiker Lévon Minassian, der die Komposition The Feeling Begins, ebenfalls von dem Album Passion, interpretierte. Bei den meisten Konzerten folgte auf Zaar stattdessen eine rote, beleuchtete britische Telefonzelle, die sich von der quadratischen Bühne erhob, mit Peter Gabriel darin, der Come Talk to Me in einen Telefonhörer sang. Zu Gabriel gesellten sich in den verschiedenen Abschnitten der Tournee Joy Askew, Sinéad O’Connor oder Paula Cole, die von der runden Bühne ins Licht aufstiegen, um ihren Begleitgesang zu singen. Gabriel tauchte aus der Telefonzelle auf und strebte seinem weiblichen Gegenüber mit dem straff gespannten Hörerkabel entgegen, wobei er sich immer weiter aus der Telefonzelle herauszog, während er sich über den Rollsteig in Richtung der kreisförmigen Bühne bewegte, bis er zum Ende des Songs hin wieder von dem Kabel des Telefonhörers in die Telefonzelle zurückgezogen wurde.
Quiet Steam diente als Vorspiel für das maskuline und energiegeladene Steam, das vom Ensemble vorgetragen wurde. Auf der Leinwand wurden industrielle Mechanismen gezeigt, und von der Bühne schossen Strahlen aus sichtbarem weißem Dampf empor. Es folgte Games Without Frontiers, ein Song von Gabriels 1980 erschienenem selbstbetitelten Album.
Es folgte der WOMAD-Song Across the River, bei dem Gabriel bei einigen Konzerten das Publikum aufforderte, Noten zu singen, die dann gesampelt wurden, um einen Synthesizer-Chor für den Song zu erzeugen. Gabriel hielt einen Regenmacher in der Hand und spielte die Rolle des Ruderers, während die Bandmitglieder von der quadratischen Bühne auf die runde Bühne „schwebten“.
Das Instrumentalstück Slow Marimbas war Gabriels Komposition aus seinem Soundtrack Birdy für den dem Film Birdy von Alan Parker von 1984. Eine ausgedehnte Darbietung des weiblichen Themas Shaking the Tree nutzte Gabriel, um die drei dienstältesten Bandmitglieder einzeln auf der runden Bühne vorzustellen. Eine rote Beleuchtung überdeckte das Männer-Frauen-Duett Blood of Eden, das in San Jacinto von Gabriels selbstbetiteltem Album von 1982 überging. Gabriel steuerte ein Floß von der runden Bühne auf die quadratische Bühne, wo er hinter der Leinwand pantomimisch auftrat, die von hinten beleuchtet wurde, um eine riesige Silhouette zu zeigen.
Gabriels Lied Lovetown aus dem Film Philadelphia von Jonathan Demme von 1993 ging dem femininen Digging in the Dirt voraus, bei dem Gabriel eine Miniatur-Videokamera trug, um verzerrte Ansichten seines Gesichts auf die Videoprojektionsfläche zu werfen, die später mit Verzerrungen der Gesichter der anderen Musiker zusammengeschnitten wurden. Gabriel zeigte ein großes, weißes, skulpturales Gesicht, das von der runden Bühne aufblickte. Auf den introspektiven Song Washing of the Water folgte Gabriels erster Solo-Hit Solsbury Hill, bei dem die Musiker als Kinder über die Bühne hüpften, begleitet von projizierten Bildern aus Gabriels Jugendzeit. Bei Kiss That Frog sang und spielte Gabriel Mundharmonika, und die Videoleinwand zeigte ihn und die anderen Musiker, wie sie durch ein klares Wasserbecken nach unten blickten, aufgenommen von einer Videokamera unter der Bühne, die durch das Wasser nach oben gerichtet war.
Auf den Hit Sledgehammer folgte Secret World, der Titelsong der Tournee und das Finale der Show. Bilder von sich drehenden Möbeln gingen in sich drehende Köpfe der Bandmitglieder über. Ein Strom von Gepäckstücken bewegte sich auf dem Rollsteig zur quadratischen Bühne hinunter und erinnerte an eine Flughafen-Gepäckförderanlage, um anzuzeigen, dass die Musiker abreisen. Gabriel öffnete das letzte und größte Gepäckstück über einer Falltür, und jeder Musiker trat in das Gepäckstück und verschwand. Gabriel schloss diesen großen Koffer und schien sich damit zur Bühnenmitte zu kämpfen, wo sich eine blau beleuchtete Kuppel von oben herabsenkte, um ihn zu bedecken und zu verbergen. Die Zugaben wurden letztendlich auch auf der runden Bühne präsentiert.

## Setlist
Gabriel nahm oft kleine Änderungen an der Tournee-Setliste vor, um sie interessant zu halten. Eine typische Setlist der Secret World Tour sah folgendermaßen aus:

### Hauptkonzert
1. Zaar (Einleitung, vom Band)
2. The Feeling Begins (bei einigen Konzerten, gespielt von Levon Minassian)
3. Come Talk to Me (Duett)
4. Quiet Steam (Vorspiel zu Steam)
5. Steam
6. Games Without Frontiers
7. Across the River
8. Slow Marimbas (instrumental, aus dem Film Birdy von 1984)
9. Shaking the Tree
10. Blood of Eden (Duett)
11. San Jacinto
12. Lovetown (aus dem Film Philadelphia von 1993)
13. Kiss That Frog
14. Washing of the Water
15. Solsbury Hill
16. Digging in the Dirt
17. Sledgehammer
18. Secret World (Finale)

### Zugabe
1. In Your Eyes
2. Biko

### Weitere Lieder bei anderen Konzerten
Folgende weitere Lieder wurden bei anderen Konzerten der Tournee gespielt:
- Shock the Monkey (62-mal gespielt)
- Here Comes the Flood (47-mal gespielt)
- Family Snapshot (34-mal gespielt)
- Red Rain (19-mal gespielt)
- Don’t Give Up (17-mal gespielt)
- Only Us (15-mal gespielt)
- Love To Be Loved (5-mal gespielt)
- Mercy Street (3-mal gespielt)
- Zaar (2-mal gespielt)
- The Feeling Begins (2-mal gespielt)
- Three Babies (von Sinéad O’Connor) (2-mal gespielt)
- Wallflower (1-mal gespielt)
- Fourteen Black Paintings (1-mal gespielt)
- Drums (von Womad-Künstlern) (1-mal gespielt)

Einige Male spielte Gabriel eine abgespeckte Soloversion von Here Comes the Flood als dritte Zugabe, zumindest einmal in deutscher Sprache als Jetzt kommt die Flut.

## Mitwirkende

### Duett-Sängerinnen
Gabriel begann die Tournee mit der in Nordengland geborenen Joy Askew als Keyboarderin und Sängerin. Sie war die erste Frau in Gabriels Band. Askew war zuvor ausgiebig mit Joe Jackson auf Tournee gewesen und lebte in New York City. Askew sang mit Gabriel in den Duetten Blood of Eden und „Come Talk to Me“. Die New York Times lobte sie dafür, dass sie mit ihrer Stimme „ätherische Zärtlichkeit“ vermittle.
Einige Monate nach Beginn der Tournee schloss sich die irische Sängerin und Songschreiberin Sinéad O’Connor Gabriel an und sang die Duette. Sie hatte zuvor Blood of Eden und Come Talk to Me in Gabriels Real World Studios für das Album Us aufgenommen. Im Gegensatz zu Askew unterstützte O’Connor die Produktion nicht mit zusätzlichen Keyboard-Parts, so dass Jean-Claude Naimro von der Band Kassav’ im Juli für diese Rolle engagiert wurde. Askew blieb bis Anfang August, um Naimro als ihren Nachfolger einzuarbeiten.
O’Connor und Gabriel wurden in der Presse romantisch miteinander in Verbindung gebracht, vor allem am 2. September 1993, als Gabriel bei den MTV Video Music Awards 1993 mit O’Connor an seiner Seite auftrat. Sie trat weiterhin mit Gabriel bei WOMAD-Festivals auf, bis sie ihn im Oktober überstürzt verließ. Sie arbeitete an ihrem nächsten Album, Universal Mother, ein Prozess, den sie als „Therapie“ bezeichnete. Die erste Single des Albums war Thank You for Hearing Me, die 1994 veröffentlicht wurde; später sagte sie, dass es darin um die Trennung von Gabriel ging.
Um eine Sängerin für die Tournee zu finden, bat Gabriel seine Kollegen um Empfehlungen. Der damalige Ingenieur der Real World Studios, Kevin Killen, schlug die Singer-Songwriterin Paula Cole vor, da er auch in der Zwischenzeit mit ihr an ihrem Debütalbum Harbinger gearbeitet hatte. Gabriel rief Cole an, die sofort nach Mannheim flog, um kurz zu proben, bevor sie erstmals mit Gabriel vor 16.000 Zuschauern sang. Der erste Auftritt mit Paula Cole fand am 4. November 1993 in der Maimarkthalle in Mannheim statt. Mit Cole an Bord fügte Gabriel später gegen Ende des Konzerts die Kate-Bush-Kollaboration Don’t Give Up aus dem Jahr 1986 als Zugabeduett hinzu. Cole war erst wenige Tage auf der Tournee, als der Auftritt für Secret World Live gefilmt wurde, ein Konzertvideo, das mit einem Grammy ausgezeichnet wurde. Die Tournee war Coles erster internationaler Auftritt, der ihre Solokarriere beflügelte.

### Musiker

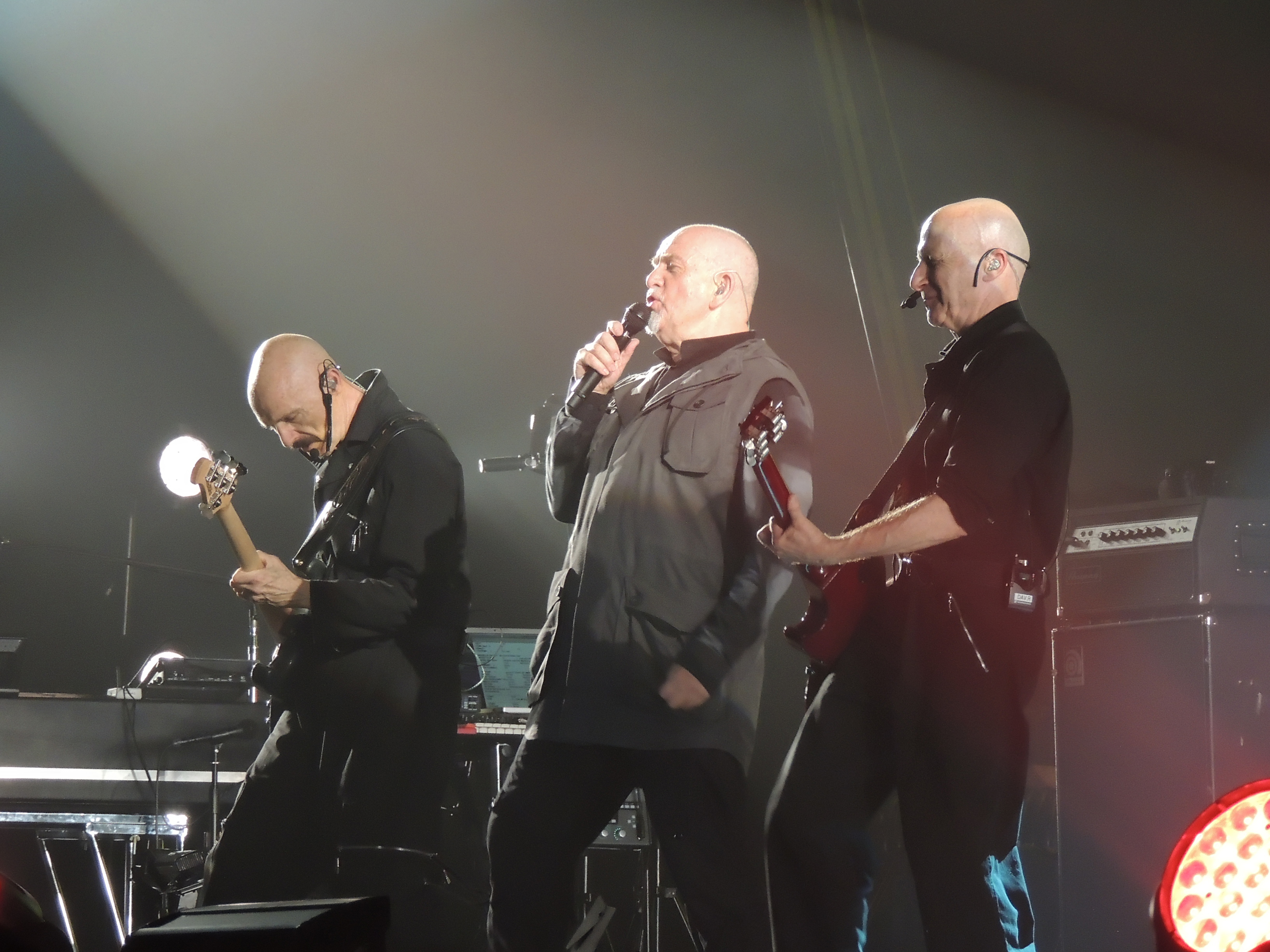
Tony Levin und David Rhodes flankieren Gabriel bei der Back to Front Tour 2014

Bei den Konzerten bestand die Band aus folgenden Mitgliedern:
- Joy Askew – Keyboards, Begleitgesang, Duett-Gesang (April–August 1993)
- Paula Cole – Begleitgesang, Duett-Gesang (ab November 1993)
- Peter Gabriel – Hauptgesang, Keyboards, Mundharmonika, Regenmacher, Tamburin
- Manu Katché – Schlagzeug, Begleitgesang
- Tony Levin – Bassgitarre, Chapman Stick, Synthesizer, Begleitgesang
- Lévon Minassian – Duduk
- Jean-Claude Naimro – Keyboards, Begleitgesang (ab Juli 1993)
- Sinéad O’Connor – Begleitgesang, Duett-Gesang (Mai–Oktober 1993)
- David Rhodes – Gitarre, Begleitgesang
- L. Shankar – Violine, Begleitgesang

### Gastmusiker
Bei einigen Konzerten traten Gastmusiker auf. Sinéad O’Connor trat sporadisch als Gastkünstlerin auf, bevor sie sich offiziell der Tournee anschloss. Während des WOMAD-Festivals in Chile teilten sich die lokalen Stars Inti-Illimani die Bühne mit Gabriels Band, um den Song Wallflower aus Gabriels selbstbetiteltem Album von 1982 zu spielen. Der Jazz-Schlagzeuger Billy Cobham vertrat Manu Katché im Mai 1994 bei einigen Terminen, als dieser krank war. Der französisch-armenische Musiker Levon Minassian spielte bei einigen Konzerten allein auf der Duduk, nach dem vorab aufgenommenen Intro von Zaar folgte The Feeling Begins – beides Stücke von Gabriels Album Passion aus dem Jahr 1989. Im Juni 1994 kam in New York City der Multiinstrumentalist Lenny Kravitz an der Gitarre hinzu. Bei dem Auftritt am 14. August 1994 bei Woodstock ’94 sang der Mitautor Youssou N’Dour das Lied Shaking the Tree zusammen mit Peter Gabriel und Paula Cole.

### Vorgruppe
- Ayub Ogada – erster Tourabschnitt
- Papa Wemba und seine Band Molokai, mit dem Gastmusiker Lucky Dube – WOMAD-Festival und zweiter Tourabschnitt[3]

### Technisches Personal
Die Crew der Secret World Tour wurde von dem Regisseur Dave Taraskevics, bekannt als „Dave T“, geleitet; er arbeitete auch bei zukünftigen Shows mit Gabriel zusammen. Britannia Row Productions, gegründet von dem Pink Floyd Konzertteam, stellte die Tontechnik und die Crew. Gabriel bat den Tontechniker der Real World Studios, Peter Walsh, persönlich, die Konzertreihe abzumischen, da Walsh bereits erfolgreich Gabriels Album Plays Live bearbeitet und abgemischt hatte. Walsh verließ das Studio nur ungern, aber er freundete sich mit dem Touren an und blieb bis zum Ende bei der Secret World Tour für insgesamt 162 Konzerte in anderthalb Jahren. Walsh mischte auch das Doppelalbum Secret World Live und den gleichnamigen Film. Seine gründliche Kenntnis der Show erwies sich später im Studio als enormer Vorteil, als er die 96 Kanäle der Mehrspuraufnahmen mischte, um das Livealbum und das Konzertvideo zu erstellen.
Anfang August 1993 kollidierte einer der Tourbusse der Crew auf einem Highway in Leesburg, Florida, bei hoher Geschwindigkeit mit einem schweren Müllwagen, wobei der 18-jährige amerikanische Busfahrer schwer verletzt wurde und der stellvertretende Inspizient John Gray zur Behandlung einer tiefen Schnittwunde am Bein ins Krankenhaus gebracht wurde. Die Konzertreihe wurde nicht beeinträchtigt.
Die Mitglieder des Produktionsteams verfassten einen humorvollen, geheimen Newsletter mit dem Titel Us and Them, der Geschichten über die Tournee und „unveröffentlichbare“ Anekdoten enthielt. Gabriel entdeckte den Newsletter, ließ ihn aber weiterlaufen. Viele Mitglieder der Crew waren in Streiche verwickelt, die sie sich gegenseitig und Gabriel spielten: Dazu gehörten „Trick“ -Hundekot aus Plastik, den die Crew auf den Bühnenlift legte, der Gabriel vom Boden auf die Bühne brachte, und ein 2,1 m hohes Modell der Freiheitsstatue, das aus der Requisitenabteilung eines Pariser Konzertsaals entwendet und während des Finales an diesem Abend auf den Rollsteig gelegt wurde.
- Robert Lepage – Designer
- Dave Taraskevics – Regisseur
- Dave Perry – Tourmanager[31]
- Dave Russell – Produktionsmanager
- Alia Dann – Assistenz-Produktionsmanager[30]
- John Gray, David Gray, Paul Mauradian, Bob Mardon – Assistenz-Bühnenmanager[30]
- Bob Weber, David Perry, Lynn Whitehead – Requisiten[30][31]
- Brilliant Stages – Bühnenbauer
  - Robbie Earls – Oberschreiner[31]
  - Barrie Knight – Tischler, weiterer Sicherheitsmanager[30]
  - Vince Foster, Archie Hoey, Andrew Pearson – Tischler[30][31]
- Peter Walsh – Tournee-Tontechniker, Front of House
- Adrian Dessent – E-Gitarren-Techniker
- Ian Gault – Schlagzeug-Techniker
- James Monkman – Keyboard-Techniker
- Doriana Sanchez – Choreographin
- Britannia Row Productions – Bereitstellung der Beschallungsanlagen
  - Huw Richards – Leitung der Tontechniker
  - Chris Hey, Steve Spencer, Sarne Thorogood, Ian Callender and Paul „Paddy“ Addison – Tontechniker
  - Julian Tether – Funkfrequenz-Koordinierung, Mikrophone und In-Ear-Monitore
  - Mick Staplehurst – Funkgeräte
  - Rick Pope – Monitortechniker[31]
- Bryan Olson – Monitor-Mixer[7]
- Neg Earth Lights – Lichttechnik und Aufbau[31]
  - Patrick Woodroffe – Lichttechnik-Designer
  - Jonathan Sellers – Lichttechnik-Crewleitung
  - Dennis Gardener – Beleuchtungsoperator
  - Bill Surtees – Operator für bewegtes Licht
  - Dave Waldon, John Shelley, Donny Ludico, Ed Duda – Lichttechnik-Crew
- Stage Kinetic – Kuppel- und Bildschirmaufbauer[31]
  - Gary Currier, Klaus Hoffman – Aufbauer
- Melville Presentation – Video-Produktion[31]
  - Ian Henderson – Videotechniker
  - Des Fallon – visueller Mix
  - Bob Simmons – Kamera
  - James Polk – Animator, Technischer Direktor
- Marie-Anne Capdeville – Stylist
- Michi Nakao – Make-up
- Annie Parsons – Assistentin für Peter Gabriel[31]
- Parachute – Garderobe
  - Nicola Pelly, Harry Parnass – Garderoben-Designer
  - Patsy Rochford Smith – Garderobe
  - Alessandra Accoroni – Garderoben-Assistentin
- Phoenix Buses – Crew-Busse
- Stagestruck Trucks – Transport

## Rezeption
Die Tournee erhielt gemischte Kritiken für ihre Theatralik und für die Musik. Jon Pareles, der die Show im April 1993 miterlebte, schrieb in der New York Times, dass Gabriels Tanzbewegungen eher gezwungen als natürlich wirkten und dass die Intimität, die er in seinen nachdenklichen Liedern suchte, durch die fröhlichen Tanzroutinen der vorangegangenen Songs verhindert wurde. Susan Richardson von der Zeitschrift Rolling Stone hingegen fand, dass die Konzentration auf die männlich-weibliche Spannung erfolgreich war: „Das Ergebnis kommt einem religiösen Ritus gleich, der Erhabenheit mit der Intimität des Gefühls, das Öffentliche mit dem Geheimen verschmilzt“. Kevin McKeough schrieb für den Chicago Reader, dass Gabriels aufwändige Inszenierung die „oft brillante Darbietung“ Gabriels „häufig überwältigt“ habe. McKeough lobte „die Kontinuität der Ideen und Bilder“, die auf die Videoleinwand projiziert wurden, kritisierte aber die technischen Mängel, die er beobachtete, darunter mehrere Mikrofonstörungen, die unversöhnlich dröhnende Raumakustik der Rosemont Horizon Arena und die ungleichmäßige Abmischung, die durch gelegentlich zu laut hervorgehobene Stimmen oder Instrumente beeinträchtigt wurde.
Rückblickende Kritiken auf den Konzertmitschnitt Secret World Live sind durchweg positiv. In einem Artikel des Guardian aus dem Jahr 2003 schrieb James Griffiths, dass Gabriels Secret World Tour-Inszenierung und sein musikalisches Können gut zusammenpassten: „Der Gesamteffekt war überraschend konzentriert und intim, wobei Gabriels bekenntnishafter Gesangsstil einen emotionalen Anker für die sich ständig verändernden visuellen Eindrücke bildete.“ PopMatters schrieb 2012, die Secret World Tour sei eine „unvergessliche Bühnenshow“ gewesen, die sich mit jungianischen Themen auseinandersetzte. PopMatters war der Meinung, dass Gabriel visuelle Elemente geschickter einsetzte als „seine Zeitgenossen - einschließlich U2“. Die Sängerin Paula Cole wurde als „einer der echten Stars“ der Show bezeichnet, die bewiesen habe, dass sie der Aufgabe, Kate Bush zu covern, gewachsen und Sinéad O’Connor überlegen sei.

## Konzerttermine
- Erster Tourabschnitt: April–August 1993 in Europa und Nordamerika[3]
- WOMAD-Festival: August–Oktober 1993 in Europa und ganz Nord- und Südamerika
- Zweiter Tourabschnitt: November 1993 in Europa
- Dritter Tourabschnitt: Februar–März 1994 in Asien und Ozeanien
- WOMAD-Festival: Mai–August 1994 in Europa, Nordafrika, Asien und den Vereinigten Staaten

Gabriel und seine Band probten in den Monaten vor der Secret World Tour bei Konzerten in Australien, Kanada und den Vereinigten Staaten die Setlist der Tour. Diese „Aufwärmkonzerte“ beinhalteten nicht die aufwendige Bühnengestaltung der eigentlichen Tournee. Der erste offizielle Secret World Tour-Termin mit aufwändiger Inszenierung fand am 13. April 1993 in Schweden in der Stockholmer Globe Arena statt.
Gabriel betrachtete die Preview-Konzerte, die Secret World Tour-Konzerte und die WOMAD-Festivals als Teil derselben 17-monatigen Tournee, die am 14. August 1994 auf dem Woodstock ’94-Festival in New York mit Gabriel als Headliner auf der Hauptbühne endete.

### Tourdaten
| Nr.                     | Datum              | Stadt             | Land               | Veranstaltungsort                          | Anmerkungen               |
| Leg 1 – Europa          | Leg 1 – Europa     | Leg 1 – Europa    | Leg 1 – Europa     | Leg 1 – Europa                             | Leg 1 – Europa            |
| ----------------------- | ------------------ | ----------------- | ------------------ | ------------------------------------------ | ------------------------- |
| 1                       | 13. April 1993     | Stockholm         | Schweden           | Globen                                     |                           |
| 2                       | 14. April 1993     | Oslo              | Norwegen           | Spektrum                                   |                           |
| 3                       | 16. April 1993     | Hamburg           | Deutschland        | Alsterdorfer Sporthalle                    |                           |
| 4                       | 17. April 1993     | Berlin            | Deutschland        | Deutschlandhalle                           |                           |
| 5                       | 19. April 1993     | Zürich            | Schweiz            | Hallenstadion                              |                           |
| 6                       | 20. April 1993     | Stuttgart         | Deutschland        | Schleyerhalle                              |                           |
| 7                       | 21. April 1993     | Frankfurt am Main | Deutschland        | Festhalle                                  |                           |
| 8                       | 23. April 1993     | Amnéville         | Frankreich         | Le Galaxie                                 |                           |
| 9                       | 24. April 1993     | Paris             | Frankreich         | Le Zénith                                  |                           |
| 10                      | 25. April 1993     | Paris             | Frankreich         | Le Zénith                                  |                           |
| 11                      | 27. April 1993     | Rotterdam         | Niederlande        | Sportpaleis Ahoy’                          |                           |
| 12                      | 28. April 1993     | Rotterdam         | Niederlande        | Sportpaleis Ahoy’                          |                           |
| 13                      | 30. April 1993     | Gent              | Belgien            | Flanders Expo                              |                           |
| 14                      | 1. Mai 1993        | Liévin            | Frankreich         | Stade Couvert Régional                     |                           |
| 15                      | 2. Mai 1993        | Caen              | Frankreich         | Le Zénith                                  |                           |
| 16                      | 4. Mai 1993        | Bordeaux          | Frankreich         | Patinoire de Mériadeck                     |                           |
| 17                      | 6. Mai 1993        | Madrid            | Spanien            | Plaza de Toros de Las Ventas               |                           |
| 18                      | 7. Mai 1993        | Cáceres           | Spanien            | Estadio Príncipe Felipe                    |                           |
| 19                      | 9. Mai 1993        | San Sebastián     | Spanien            | Velódromo de Anoeta                        |                           |
| 20                      | 10. Mai 1993       | Barcelona         | Spanien            | Palau Sant Jordi                           |                           |
| 21                      | 11. Mai 1993       | Toulouse          | Frankreich         | Palais des Sports                          |                           |
| 22                      | 13. Mai 1993       | Nîmes             | Frankreich         | Les Arènes                                 |                           |
| 23                      | 14. Mai 1993       | Lyon              | Frankreich         | Halle Tony Garnier                         |                           |
| 24                      | 15. Mai 1993       | Prilly            | Schweiz            | Patinoire de Malley                        |                           |
| 25                      | 17. Mai 1993       | Assago            | Italien            | FilaForum                                  |                           |
| 26                      | 18. Mai 1993       | Marino            | Italien            | PalaGhiaccio                               |                           |
| 27                      | 20. Mai 1993       | München           | Deutschland        | Olympiahalle                               |                           |
| 28                      | 21. Mai 1993       | Nürnberg          | Deutschland        | Frankenhalle                               |                           |
| 29                      | 22. Mai 1993       | Dortmund          | Deutschland        | Westfalenhalle                             |                           |
| 30                      | 24. Mai 1993       | Sheffield         | England            | Sheffield Arena                            |                           |
| 31                      | 25. Mai 1993       | Birmingham        | England            | National Exhibition Centre                 |                           |
| 32                      | 26. Mai 1993       | Glasgow           | Schottland         | SECC                                       |                           |
| 33                      | 28. Mai 1993       | Dublin            | Irland             | The Point Depot                            |                           |
| 34                      | 29. Mai 1993       | Belfast           | Nordirland         | King’s Hall                                |                           |
| 35                      | 31. Mai 1993       | London            | England            | Earls Court                                |                           |
| 36                      | 1. Juni 1993       | London            | England            | Earls Court                                |                           |
| Leg 2 – Nordamerika     |                    |                   |                    |                                            |                           |
| 37                      | 17. Juni 1993      | Rochester         | Vereinigte Staaten | Community War Memorial                     |                           |
| 38                      | 18. Juni 1993      | Rochester         | Vereinigte Staaten | Community War Memorial                     |                           |
| 39                      | 19. Juni 1993      | Worcester         | Vereinigte Staaten | Centrum Center                             |                           |
| 40                      | 20. Juni 1993      | Worcester         | Vereinigte Staaten | Centrum Center                             |                           |
| 41                      | 22. Juni 1993      | Landover          | Vereinigte Staaten | USAir Arena                                |                           |
| 42                      | 23. Juni 1993      | East Rutherford   | Vereinigte Staaten | Brendan Byrne Arena                        |                           |
| 43                      | 24. Juni 1993      | New York City     | Vereinigte Staaten | Madison Square Garden                      |                           |
| 44                      | 26. Juni 1993      | Toronto           | Kanada             | SkyDome                                    |                           |
| 45                      | 28. Juni 1993      | Quebec City       | Kanada             | Le Colisée                                 |                           |
| 46                      | 29. Juni 1993      | Montréal          | Kanada             | Forum                                      |                           |
| 47                      | 30. Juni 1993      | Montréal          | Kanada             | Forum                                      |                           |
| 48                      | 2. Juli 1993       | Auburn Hills      | Vereinigte Staaten | Palace of Auburn Hills                     |                           |
| 49                      | 3. Juli 1993       | Richfield         | Vereinigte Staaten | Coliseum                                   |                           |
| 50                      | 6. Juli 1993       | Philadelphia      | Vereinigte Staaten | Spectrum                                   |                           |
| 51                      | 7. Juli 1993       | Philadelphia      | Vereinigte Staaten | Spectrum                                   |                           |
| 52                      | 8. Juli 1993       | Philadelphia      | Vereinigte Staaten | Spectrum                                   |                           |
| 53                      | 10. Juli 1993      | Rosemont          | Vereinigte Staaten | Rosemont Horizon                           |                           |
| 54                      | 11. Juli 1993      | Rosemont          | Vereinigte Staaten | Rosemont Horizon                           |                           |
| 55                      | 14. Juli 1993      | Calgary           | Kanada             | Olympic Saddledome                         |                           |
| 56                      | 16. Juli 1993      | Vancouver         | Kanada             | Pacific Coliseum                           |                           |
| 57                      | 17. Juli 1993      | Tacoma            | Vereinigte Staaten | Tacoma Dome                                |                           |
| 58                      | 19. Juli 1993      | Oakland           | Vereinigte Staaten | Coliseum Arena                             |                           |
| 59                      | 20. Juli 1993      | Oakland           | Vereinigte Staaten | Coliseum Arena                             |                           |
| 60                      | 22. Juli 1993      | Inglewood         | Vereinigte Staaten | Great Western Forum                        |                           |
| 61                      | 23. Juli 1993      | San Diego         | Vereinigte Staaten | Sports Arena                               |                           |
| 62                      | 24. Juli 1993      | Phoenix           | Vereinigte Staaten | America West Arena                         |                           |
| 63                      | 26. Juli 1993      | Salt Lake City    | Vereinigte Staaten | Delta Center                               |                           |
| 64                      | 27. Juli 1993      | Denver            | Vereinigte Staaten | McNichols Sports Arena                     |                           |
| 65                      | 29. Juli 1993      | Dallas            | Vereinigte Staaten | Reunion Arena                              |                           |
| 66                      | 30. Juli 1993      | Houston           | Vereinigte Staaten | The Summit                                 |                           |
| 67                      | 1. August 1993     | Atlanta           | Vereinigte Staaten | The Omni                                   |                           |
| 68                      | 3. August 1993     | Orlando           | Vereinigte Staaten | Orlando Arena                              |                           |
| 69                      | 4. August 1993     | Miami             | Vereinigte Staaten | Miami Arena                                |                           |
| WOMAD Festivalauftritte |                    |                   |                    |                                            |                           |
| 70                      | 8. August 1993     | Bath              | England            | Royal Victoria Park                        | WOMAD Festival            |
| 71                      | 29. August 1993    | Çeşme             | Turkei             | Açıkhava Tiyatrosu                         | WOMAD Festival            |
| 72                      | 30. August 1993    | St Austell        | England            | Cornwall Coliseum                          | WOMAD Festival            |
| Leg 3 – Nordamerika     |                    |                   |                    |                                            |                           |
| 73                      | 4. September 1993  | Toronto           | Kanada             | Maple Leaf Gardens                         |                           |
| 74                      | 6. September 1993  | Saratoga Springs  | Vereinigte Staaten | Saratoga Performing Arts Center            |                           |
| 75                      | 8. September 1993  | Burgettstown      | Vereinigte Staaten | Coca-Cola Star Lake Amphitheater           |                           |
| 76                      | 10. September 1993 | Thornville        | Vereinigte Staaten | Buckeye Lake Music Center                  |                           |
| 77                      | 11. September 1993 | Tinley Park       | Vereinigte Staaten | World Music Theatre                        |                           |
| 78                      | 12. September 1993 | Milwaukee         | Vereinigte Staaten | Marcus Amphitheater                        | Milwaukee Summerfest ’93  |
| 79                      | 13. September 1993 | Noblesville       | Vereinigte Staaten | Deer Creek Music Center                    |                           |
| 80                      | 16. September 1993 | Greenwood Village | Vereinigte Staaten | Fiddler’s Green Amphitheatre               |                           |
| 81                      | 18. September 1993 | Carson            | Vereinigte Staaten | Olympic Velodrome                          |                           |
| 82                      | 19. September 1993 | San Francisco     | Vereinigte Staaten | Golden Gate Park                           |                           |
| 83                      | 21. September 1993 | Sacramento        | Vereinigte Staaten | ARCO Arena                                 |                           |
| 84                      | 22. September 1993 | Oakland           | Vereinigte Staaten | Coliseum Arena                             |                           |
| 85                      | 24. September 1993 | Mexiko-Stadt      | Mexiko             | Palacio de los Deportes                    |                           |
| 86                      | 25. September 1993 | Mexiko-Stadt      | Mexiko             | Palacio de los Deportes                    |                           |
| 87                      | 26. September 1993 | Mexiko-Stadt      | Mexiko             | Palacio de los Deportes                    |                           |
| Leg 4 – Südamerika      |                    |                   |                    |                                            |                           |
| 88                      | 29. September 1993 | Santiago de Chile | Chile              | Velódromo de Estadio Nacional              |                           |
| 89                      | 1. Oktober 1993    | Córdoba           | Argentinien        | Estadio Olímpico Chateau Carreras          |                           |
| 90                      | 2. Oktober 1993    | Buenos Aires      | Argentinien        | Estadio José Amalfitani                    |                           |
| 91                      | 4. Oktober 1993    | Rosario           | Argentinien        | Estadio Gigante de Arroyito                |                           |
| 92                      | 6. Oktober 1993    | São Paulo         | Brasilien          | Olímpia                                    |                           |
| 93                      | 7. Oktober 1993    | Rio de Janeiro    | Brasilien          | Imperator                                  |                           |
| 94                      | 9. Oktober 1993    | Caracas           | Venezuela          | Estacionamiento del Poliedro               |                           |
| Leg 5 – Europa          |                    |                   |                    |                                            |                           |
| 95                      | 3. November 1993   | Mannheim          | Deutschland        | Maimarkthalle                              |                           |
| 96                      | 4. November 1993   | Mannheim          | Deutschland        | Maimarkthalle                              |                           |
| 97                      | 6. November 1993   | Berlin            | Deutschland        | Deutschlandhalle                           |                           |
| 98                      | 7. November 1993   | Hamburg           | Deutschland        | Alsterdorfer Sporthalle                    |                           |
| 99                      | 8. November 1993   | Hamburg           | Deutschland        | Alsterdorfer Sporthalle                    |                           |
| 100                     | 10. November 1993  | Dortmund          | Deutschland        | Westfalenhalle                             |                           |
| 101                     | 12. November 1993  | Zürich            | Schweiz            | Hallenstadion                              |                           |
| 102                     | 13. November 1993  | Grenoble          | Frankreich         | Palais des Sports                          |                           |
| 103                     | 14. November 1993  | Toulon            | Frankreich         | Le Zénith Omega                            |                           |
| 104                     | 16. November 1993  | Modena            | Italien            | PalaPanini                                 |                           |
| 105                     | 17. November 1993  | Modena            | Italien            | PalaPanini                                 |                           |
| 106                     | 19. November 1993  | Marino            | Italien            | PalaGhiaccio                               |                           |
| 107                     | 20. November 1993  | Florenz           | Italien            | Palasport                                  |                           |
| 108                     | 22. November 1993  | Assago            | Italien            | FilaForum                                  |                           |
| 109                     | 24. November 1993  | Paris             | Frankreich         | Palais Omnisport de Bercy                  |                           |
| 110                     | 25. November 1993  | Paris             | Frankreich         | Le Zénith                                  |                           |
| Leg 6 – Australasien    |                    |                   |                    |                                            |                           |
| 111                     | 11. Februar 1994   | Neu-Delhi         | Indien             | Indira Gandhi Stadium                      |                           |
| 112                     | 14. Februar 1994   | Bangalore         | Indien             | Palace Grounds                             |                           |
| 113                     | 17. Februar 1994   | Bombay            | Indien             | Brabourne Stadium                          |                           |
| 114                     | 21. Februar 1994   | Perth             | Australien         | Entertainment Centre                       |                           |
| 115                     | 23. Februar 1994   | Adelaide          | Australien         | Entertainment Centre                       |                           |
| 116                     | 24. Februar 1994   | Melbourne         | Australien         | National Tennis Centre                     |                           |
| 117                     | 25. Februar 1994   | Melbourne         | Australien         | National Tennis Centre                     |                           |
| 118                     | 27. Februar 1994   | Brisbane          | Australien         | Entertainment Centre                       |                           |
| 119                     | 1. März 1994       | Sydney            | Australien         | Entertainment Centre                       |                           |
| 120                     | 2. März 1994       | Sydney            | Australien         | Entertainment Centre                       |                           |
| 121                     | 4. März 1994       | Auckland          | Neuseeland         | Mount Smart Stadium                        |                           |
| 122                     | 7. März 1994       | Tokio             | Japan              | Nippon Budokan                             |                           |
| 123                     | 8. März 1994       | Tokio             | Japan              | Nippon Budokan                             |                           |
| 124                     | 10. März 1994      | Osaka             | Japan              | Ōsaka-jō Hall                              |                           |
| 125                     | 14. März 1994      | Hongkong          | Hongkong           | Hong Kong Stadium                          |                           |
| Leg 7 – Europa          |                    |                   |                    |                                            |                           |
| 126                     | 19. Mai 1994       | Hannover          | Deutschland        | Messehalle 2                               |                           |
| 127                     | 21. Mai 1994       | München           | Deutschland        | Alter Flughafen München-Riem               | Rock in Riem              |
| 128                     | 22. Mai 1994       | Nürburg           | Deutschland        | Nürburgring                                | Rock am Ring              |
| Leg 8 – Europa/Asien    |                    |                   |                    |                                            |                           |
| 129                     | 18. Juni 1994      | Eilat             | Israel             | Nimel Ilat                                 |                           |
| 130                     | 19. Juni 1994      | Tel Aviv-Jaffa    | Israel             | Park HaYarkon                              |                           |
| 131                     | 21. Juni 1994      | Paris             | Frankreich         | Place de la République                     | Fête de la Musique        |
| 132                     | 23. Juni 1994      | Bratislava        | Slowakei           | Štadión ŠKP Inter Dúbravka                 |                           |
| 133                     | 24. Juni 1994      | Wels              | Osterreich         | Messegelände                               |                           |
| 134                     | 26. Juni 1994      | Pilton            | England            | Worthy Farm Grounds                        | Glastonbury Festival      |
| 135                     | 29. Juni 1994      | Kalvøya           | Norwegen           | Festivalplassen                            | Kalvøyafestivalen         |
| 136                     | 1. Juli 1994       | Roskilde          | Danemark           | Festivalpladsen                            | Roskilde Festival         |
| 137                     | 2. Juli 1994       | Torhout           | Belgien            | Achiel Eeckloo Rockweide                   | Rock Torhout              |
| 138                     | 3. Juli 1994       | Werchter          | Belgien            | Festivalweide                              | Rock Werchter             |
| 139                     | 6. Juli 1994       | Den Haag          | Niederlande        | Statenhal                                  | North Sea Jazz Festival   |
| 140                     | 8. Juli 1994       | Winterthur        | Schweiz            | Reitplatz                                  | Out in the Green Festival |
| 141                     | 9. Juli 1994       | Mailand           | Italien            | Acquatica Park                             | Sonoria Festival          |
| Leg 9 – Nordamerika     |                    |                   |                    |                                            |                           |
| 142                     | 12. Juli 1994      | Atlanta           | Vereinigte Staaten | Coca-Cola Lakewood Amphitheater            |                           |
| 143                     | 14. Juli 1994      | Columbus          | Vereinigte Staaten | Polaris Amphitheater                       |                           |
| 144                     | 15. Juli 1994      | Columbia          | Vereinigte Staaten | Merriweather Post Pavilion                 |                           |
| 145                     | 16. Juli 1994      | Wantagh           | Vereinigte Staaten | Jones Beach Amphitheater                   |                           |
| 146                     | 17. Juli 1994      | Saratoga Springs  | Vereinigte Staaten | Saratoga Performing Arts Center            |                           |
| 147                     | 19. Juli 1994      | Mansfield         | Vereinigte Staaten | Great Woods Center for the Performing Arts |                           |
| Leg 10 – Nordamerika    |                    |                   |                    |                                            |                           |
| 148                     | 10. August 1994    | Bethlehem         | Vereinigte Staaten | Stabler Arena                              |                           |
| 149                     | 11. August 1994    | New York City     | Vereinigte Staaten | Beacon Theatre                             |                           |
| 150                     | 12. August 1994    | Upper Darby       | Vereinigte Staaten | Tower Theatre                              |                           |
| 151                     | 14. August 1994    | Saugerties        | Vereinigte Staaten | Winston Farm Grounds                       | Woodstock ’94             |